# Партия справедливости и развития (Турция)
Партия справедливости и развития (ПСР) (тур. Adalet ve Kalkınma Partisi), часто сокращается до AKP или AK Parti (от тур. Ak — белый, светлый, чистый) — правящая политическая партия в Турции. ПСР позиционирует себя как правоцентристскую партию консервативного толка, ранее ориентированную на западные ценности, такие как рыночная экономика, и вступление в Европейский союз. В течение 13 лет ПСР получала большинство мест в парламенте, но потеряла его в июне 2015 года. В ноябре того же года она, впрочем, снова получила большинство мест в парламенте. Глава партии — действующий Президент Турции Реджеп Тайип Эрдоган, предыдущий лидер — Бинали Йылдырым.
Первоначально ПСР позиционировала себя как прозападную и проамериканскую, выступающую за либеральную рыночную экономику и вхождение Турции в Евросоюз. ПСР долгое время поддерживалась движением исламского проповедника Фетхуллаха Гюлена «Хизмет», влияние, которым обладала «Хизмет» в судебной системе, помогло ослабить влияние противников ПСР. ПСР с 2005 года являлась наблюдателем общеевропейской партии «Европейская народная партия», но 13 ноября 2013 года вступила в другую европейскую политическую партию «Альянс европейских консерваторов и реформистов».
ПСР неоднократно обвинялась в отходе от принципа секуляризма, закреплённого в турецкой конституции, это привело к нескольким неудачным попыткам запрета партии.
В 2013 году в Турции прошли общенациональные протесты, участники которых обвиняли ПСР в авторитаризме. Жёсткая реакция на эти протесты со стороны ПСР была осуждена рядом стран и привела к приостановке переговоров о вступлении Турции в ЕС. После этого ПСР значительно ужесточила законодательство, касающееся доступа в интернет, абортов и потребления алкоголя, в марте 2014 года в Турции временно был заблокирован доступ к Twitter и YouTube. После коррупционного скандала в 2013 году значительно усилились обвинения ПСР в кумовстве.

## Создание
Партия справедливости и развития была основана 14 августа 2001 года бывшими членами ряда консервативных партий. Ядром партии стали члены запрещённой исламистской Партии Добродетели, среди которых были Абдуллах Гюль и Бюлент Арынч. Также значительную роль в создании партии сыграла группа бывших членов Партии Отечества, основанной Тургутом Озалом, такие как Джемиль Чичек и Абдюлкадир Аксу. Также в состав ПСР вошли ряд членов партии верного пути, среди них были Хюсейин Челик и Кёксал Топтан. Некоторые из членов ПСР, например, Кюршад Тюзмен были националистами, другие, такие как Эртугрул Гюнай, левоцентристами, в то же время представители зарождающегося течения «левых исламистов» практически не принимали участия в создании партии. Многие члены ПСР, например, Али Бабаджан, Сельма Алие Каваф, Эгемен Багыш и Мевлют Чавушоглу, до этого не являлись членами других партий. Все эти люди вместе помогли Реджепу Эрдогану создать новую партию.

## Идеология
Хотя партию иногда называют «исламистской», её руководство отрицает это. По словам Хюсейина Челика: "Когда в западной прессе упоминают ПСР, правящую партию Турецкой республики, по отношению к ней, к сожалению, используют такие слова, как «исламская», «исламистская», «довольно исламистская» «исламски ориентированная», «основывающаяся на исламе» или «с исламской программой» или схожие с этим выражения. Эти характеристики не отражают правду и печалят нас". Кроме того, Челик добавил: «ПСР — консервативная демократическая партия. Консерватизм ПСР распространяется только на моральные и социальные проблемы». В свою очередь занимавший на тот момент пост премьер-министра Реджеп Эрдоган в 2005 году заявил: "Мы не исламская партия и мы также отказываемся называться «исламско-демократической». Также Эрдоган заявил, что цели партии ограничены «консервативной демократией».
Внешнюю политику партии часто характеризуют как «неоосманскую», подразумевая под этим, что Турция пытается возродить политическое влияние в странах, территории которых ранее входили в состав Османской империи.

## История

### Попытки запрета
Партию справедливости и развития пытались дважды запретить. За несколько дней до парламентских выборов 2002 года главный прокурор Турции Сабих Капланоглу обратился в Конституционный суд с просьбой о закрытии ПСР, которая по опросам набирала большинство голосов. Капланоглу заявил, что ПСР нарушила закон, поскольку на тот момент в отношении лидера ПСР Реджепа Эрдогана действовал запрет на занятие политической деятельностью, к которому он был приговорён после чтения поэмы, в которой пропагандировался исламизм.
Вторая попытка запрета ПСР была предпринята в 2008 году. На международной пресс-конференции в Испании Эрдоган, отвечая на вопрос журналиста, сказал: «Что если платок это символ? Даже если политический символ, даёт ли это право запрещать его? Можно ли запретить символы?». Эти заявления привели к внесению совместного предложения со стороны ПСР и Партии националистического движения об изменении конституции и принятии закона об отмене запрета ношения платка в государственных университетах. Вскоре после этого главный прокурор Турции Абдуррахман Ялчинкая обратился в Конституционный суд с просьбой о закрытии ПСР, обвинив её в нарушении принципа разделения церкви и государства. Для запрета не хватило лишь одного голоса (требовалось не менее 7 голосов, за проголосовало 6), но 10 из 11 судей согласились с тем, что Партия справедливости и развития стала «центром антисекулярной активности», что привело к сокращению финансирования партии со стороны государства на 50 %.

### Выборы
В 2003 году в партии произошёл кризис вокруг действий Турции при вторжении войск коалиции в Ирак. Чтобы не допустить предоставления территории страны для войск США, часть депутатов от ПСР перешли в Республиканскую народную партию. В итоге Турция отказала в размещении американских войск.

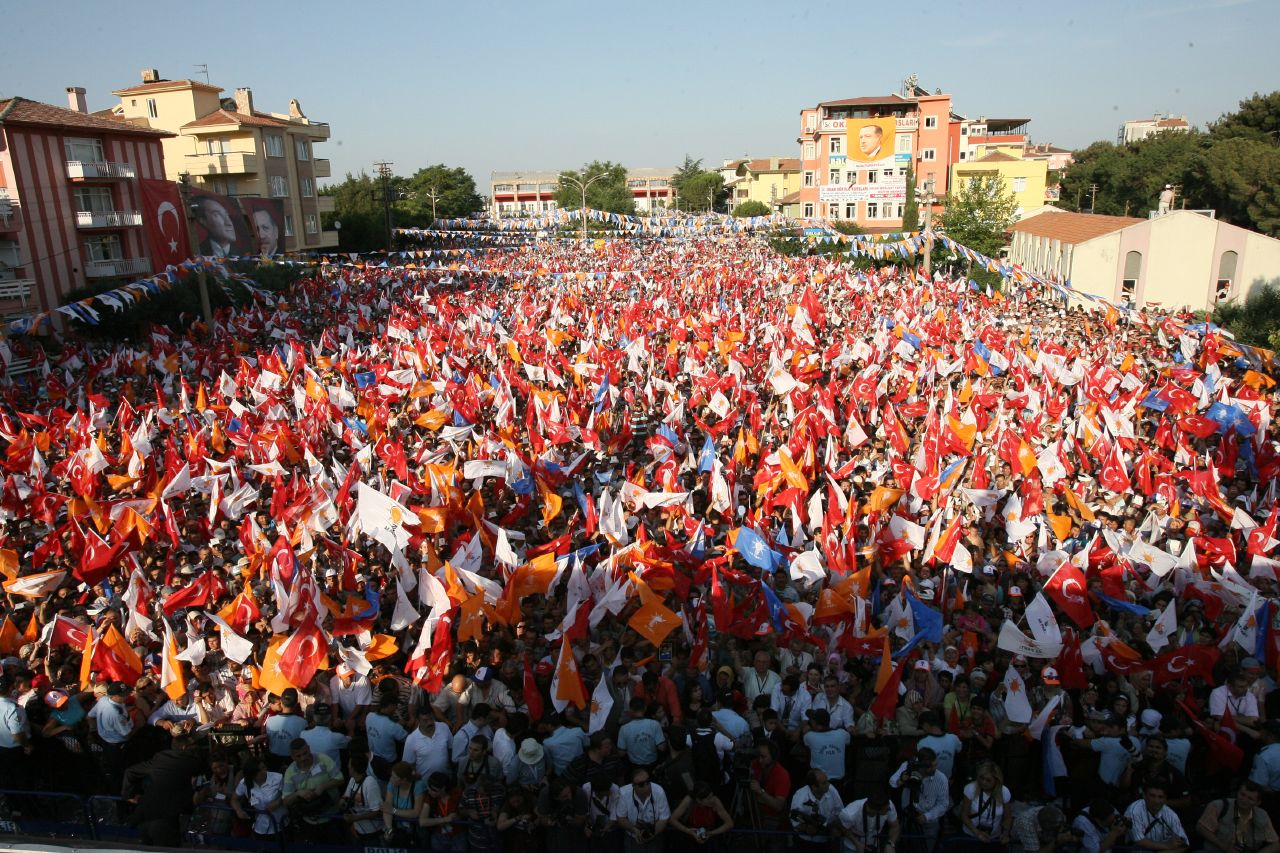
Митинг ПСР в 2007 году

За время правления ПСР Турция пережила период экономического роста и победила многолетнюю гиперинфляцию. The Economist назвал правление ПСР самым успешным за последние пятьдесят лет.
В январе 2005 года «Партия справедливости и развития» получила статус наблюдателя в «Европейской народной партии» — крупнейшей партии Европейского союза. Но в 2013 году покинула «Европейскую народную партию» и вступила на правах полного членства в «Альянс европейских консерваторов и реформистов».
На парламентских выборах, состоявшихся 22 июля 2007 года, ПСР набрала 46,6 % голосов и получила 341 место в парламенте. Из-за того, что была применена новая система распределения мест между партиями, ПСР получила меньше мест, чем в парламенте прошлого созыва, хотя набрала более чем на 10 % голосов больше. На парламентских выборах 12 июня 2011 года партия получила 21 442 528 (49,91 %) голосов и 326 мест в парламенте.
В августе 2015 года не было сформировано коалиционное правительство, и были назначены досрочные выборы на ноябрь 2015 года. Члены партии вошли в состав временного правительства вместе с Партией национального действия и Демократической партией народов.
Перед Конституционным референдумом 2017 года партия агитировала за принятие поправок к конституции, существенно увеличивавших властные полномочия президента Турции. Кроме того, партия являлась одним из инициаторов внесения этих поправок.
На парламентских выборах 2018 года вошла в Народный альянс.

## Критика

### Публикации Седата Пекера
В 2021 году бежавший из Турции лидер крупной преступной группировки Седат Пекер опубликовал на Youtube серию видеороликов-расследований, посвящённых коррупционной деятельности Реджепа Эрдогана и членов правящей партии Турции. Согласно его разоблачениям, в ПСР процветают кумовство, коррупция, сведение счётов. Он заявил о том, что некоторые высшие должностные лица причастны к торговле наркотиками, насилию и убийствам. Согласно опросу компании Avrasya Gayrimenkul, в котором приняли участие 2480 человек разных политических взглядов, 75 % турок, в том числе около трети сторонников правящей партии доверяют именно его расследованиям, а не ответам власти на них.
В октябре 2022 года заместитель председателя фракции партии Махир Унал заявил: «Республика в плане культурной революции разрушила наш лексикон, алфавит, язык, проще говоря — все наши мыслительные ценности». Это высказывание вызвало большую волну критики от кемалистов, которые на данный момент находятся в оппозиции. Также это вызвало критику и со стороны Девлета Бахчели, лидера националистической партии, которая формирует правящую коалицию вместе с Партией справедливости и развития. Помимо этого, это высказывание были раскритиковано и главой «Хорошей партии» Мераль Акшенер. «Он ненавистник Республики, ненавистник Ататюрка, ненавистник турецкого языка, ненавистник турок!», — заявила политик.